# 2 stycznia
2 stycznia jest 2. dniem w kalendarzu gregoriańskim. Do końca roku pozostało 363 (w latach przestępnych 364) dni.

## Święta
- Imieniny obchodzą: Abel, Achacjusz, Achacy, Adelard, Argea, Argeus, Aspazja, Aspazjusz, Aspazy, Bazyla, Bazyli, Bazyliusz, Dobiemir, Grzegorz, Jakubina, Makary, Marcelin, Martynian, Narcyz, Stefania, Strzeżysław, Sylwester, Sylwestra, Telesfor, Telesfora i Teodor.
- Dzień Przodków na Haiti[1]
- Wspomnienia i święta w Kościele katolickim[2][3] obchodzą:
  - św. Bazyli Wielki (biskup i doktor Kościoła)
  - św. Defendente z Teb (męczennik)
  - św. Grzegorz z Nazjanzu (biskup i doktor Kościoła)
  - św. Martynian (arcybiskup)
  - bł. Stefania Quinzani (zakonnica)
  - św. Sylwester (w Kościele neounickim[4])
  - św. Telesfor (papież)

## Wydarzenia w Polsce
- 1101 – Erygowano parafię Wniebowzięcia Najświętszej Maryi Panny w Świerzawie.
- 1326 – W Brodnicy książęta mazowieccy Trojden I, Siemowit II i Wacław zawarli antypolski sojusz z zakonem krzyżackim.
- 1441 – Paul von Rusdorf złożył rezygnację z urzędu wielkiego mistrza zakonu krzyżackiego.
- 1657 – Potop szwedzki: zwycięstwo wojsk polskich w bitwie pod Chojnicami.
- 1665 – Stefan Czarniecki został hetmanem polnym koronnym.
- 1732 – Założono Bibliotekę Załuskich w Warszawie.
- 1743 – Założono Towarzystwo Przyrodnicze w Gdańsku.
- 1814 – VI koalicja antyfrancuska: wojska rosyjskie i pruskie zdobyły Wolne Miasto Gdańsk.
- 1872 – Ukazało się pierwsze wydanie „Kuriera Poznańskiego”.
- 1919:
  - Podczas procedury wydalania z kraju polscy żandarmi zamordowali w okolicach wsi Wyliny-Ruś na Podlasiu 4 z 5 członków misji Rosyjskiego Czerwonego Krzyża, przybyłej do Warszawy 20 grudnia poprzedniego roku w celu wynegocjowania repatriacji jeńców rosyjskich z czasu I wojny światowej. Piąty z członków misji przeżył udając martwego.
  - Powstańcy wielkopolscy zdobyli Nowy Tomyśl.
- 1921 – W Warszawie zakończył się I walny zjazd ZHP.
- 1929 – Rozpoczęła się działalność przewozowa PLL LOT na pięciu liniach krajowych oraz linii zagranicznej Katowice – Brno – Wiedeń.
- 1936 – Sejm RP przyjął ustawę o amnestii.
- 1943 – Niemieccy żandarmi zamordowali we wsi Boiska-Kolonia koło Solca nad Wisłą dwie polskie rodziny udzielające pomocy Żydom.
- 1944 – Oddział UPA dokonał masakry od 60 do ponad 100 polskich i ukraińskich mieszkańców wsi Bołdury, położonej w dawnym powiecie brodzkim województwa tarnopolskiego.
- 1951 – Utworzono przedsiębiorstwo żeglugowe Polskie Linie Oceaniczne z siedzibą w Gdyni.
- 1952 – Uruchomiono elektryczną linię kolejową Gdańsk Główny-Sopot Kamienny Potok.
- 1957 – Sekretariat KC PZPR podjął decyzję o utworzeniu tygodnika „Polityka”.
- 1964 – Z nieoficjalną wizytą do Polski przybył Nikita Chruszczow.
- 1965 – Dokonano oblotu szybowca SZD-27 Kormoran.
- 1976 – Rozpoczął nadawanie Program IV Polskiego Radia.
- 1978:
  - Program I Polskiego Radia wyemitował premierowe wydanie audycji Cztery Pory Roku.
  - Uruchomiono produkcję w Browarze Leżajsk.
- 1982 – Stan wojenny: rozwiązano stowarzyszenie aktorów ZASP.
- 1994 – Odbył się 2. Finał Wielkiej Orkiestry Świątecznej Pomocy.
- 1998 – Premiera filmu Księga wielkich życzeń w reżyserii Sławomira Kryńskiego.
- 1999 – Premiera 1. odcinka serialu Siedlisko w reżyserii Janusza Majewskiego.
- 2012 – Wystartował kanał telewizyjny TTV.

## Wydarzenia na świecie
- 69 – Legiony z Germanii Górnej obwołały Witeliusza cesarzem rzymskim.
- 366 – Alemanowie przekroczyli zamarznięty Ren i najechali na Cesarstwo rzymskie.
- 533 – Jan II został papieżem.
- 1200 – Hrabia Flandrii i Hainaut Baldwin IX (VI) zawarł układ w Péronne(inne języki) z królem Francji Filipem II Augustem.
- 1204 – 5-letni Guttorm Sigurdsson został królem Norwegii.
- 1452 – Książę wołogoski Warcisław IX nadał tzw. „złoty przywilej” gwarantujący niezależność miastom: Anklam, Demmin, Greifswald i Stralsund.
- 1492 – Rekonkwista: wojska chrześcijańskie zdobyły Emirat Grenady, ostatni bastion Maurów na Półwyspie Iberyjskim.
- 1553 – Zainaugurował działalność Uniwersytet Świętego Marka w Limie.
- 1570 – W zemście za tajne pertraktacje rady miejskiej Nowogrodu Wielkiego z Litwą do miasta wkroczył car Iwan Groźny na czele oddziałów opriczników, którzy rozpoczęli trwające 5 tygodni grabieże i mordy tysięcy mieszkańców.
- 1585 – Francuska Liga Katolicka zawarła traktat sojuszniczy z Hiszpanią.
- 1611 – Na zamku w Bytczy rozpoczął się proces seryjnej morderczyni Elżbiety Batory.
- 1695 – Elektor Bawarii Maksymilian II Emanuel poślubił swą drugą żonę, polską królewnę Teresę Kunegundę Sobieską.
- 1711 – Ukazało się ostatnie wydanie brytyjskiego czasopisma literackiego „The Tatler”.
- 1757 – Brytyjczycy zdobyli Kalkutę.
- 1762 – Wojna siedmioletnia: Hiszpania wypowiedziała wojnę Wielkiej Brytanii. Wojska hiszpańskie wkroczyły do Portugalii, w odpowiedzi Brytyjczycy zaatakowali kolonie hiszpańskie i francuskie, zajmując m.in. Martynikę, Kubę i Filipiny.
- 1776 – Po raz pierwszy wprowadzono wychowanie fizyczne w szkołach (Saksonia).
- 1781 – Indiańscy powstańcy pod wodzą Tupaca Amaru II rozpoczęli oblężenie Cuzco (Peru).
- 1788 – Georgia jako 4. stan ratyfikowała konstytucję USA.
- 1802 – W Londynie wydano pierwszy tom encyklopedii powszechnej New Cyclopaedia.
- 1811 – Wojna na Półwyspie Iberyjskim: wojska francuskie zdobyły po 17-dniowym oblężeniu hiszpańską Tortosę.
- 1833:
  - Wielka Brytania odzyskała kontrolę nad Falklandami.
  - W Rzymie odbyła się premiera opery Szaleniec z wyspy San Domingo(inne języki) Gaetana Donizettiego.
- 1838 – Utworzono Archiwum Narodowe Brazylii z siedzibą w Rio de Janeiro.
- 1839 – Francuz Louis Daguerre wykonał pierwsze zdjęcie Księżyca.
- 1843 – W Dreźnie odbyła się premiera opery Latający Holender Richarda Wagnera.
- 1850 – Zainaugurował działalność Teatr Norweski w Bergen.
- 1860 – Na posiedzeniu Francuskiej Akademii Nauk Urbain Le Verrier ogłosił odkrycie planety Wulkan, krążącej rzekomo między Słońcem a Merkurym.
- 1861 – Wilhelm I Hohenzollern został królem Prus.
- 1863 – Wojna secesyjna: zwycięstwo wojsk Unii w bitwie nad Stones River.
- 1870 – Émile Ollivier został premierem Francji.
- 1871 – Król Hiszpanii Amadeusz I złożył przed Kortezami przysięgę na konstytucję.
- 1896 – Klęską zakończył się brytyjski rajd zbrojny zorganizowany przez Leandera Starra Jamesona(inne języki) i podległych mu policjantów z Rodezji i Beczuany przeciwko Republice Południowoafrykańskiej.
- 1905:
  - Amerykański astronom Charles Dillon Perrine odkrył Elarę, jeden z księżyców Jowisza.
  - Wojna rosyjsko-japońska: wojska japońskie zdobyły twierdzę Port Artur.
- 1909 – Po raz pierwszy zorganizowano zawody w łyżwiarstwie szybkim dla zawodowców i amatorów Elfstedentocht („Wyścig Jedenastu Miast”), odbywające się nieregularnie na zamarzniętych kanałach, rzekach i jeziorach w holenderskiej prowincji Fryzja.
- 1916 – Rosyjski astronom Grigorij Nieujmin odkrył planetoidę (814) Tauris.
- 1918 – Spłonęła hala hokejowa Montreal Arena.
- 1921 – Powstała Komunistyczna Partia Luksemburga (KPL).
- 1929 – Kanada i USA zawarły w Ottawie porozumienie dotyczące ochrony wodospadu Niagara.
- 1931 – José María Reina Andrade(inne języki) został prezydentem Gwatemali.
- 1933 – Po 7 latach obecności ostatnie amerykańskie wojska interwencyjne opuściły Nikaraguę.
- 1937 – Włochy i Wielka Brytania zawarły porozumienie o wzajemnym poszanowaniu praw i interesów w rejonie Morza Śródziemnego.
- 1939 – Adolf Hitler został Człowiekiem Roku 1938 amerykańskiego tygodnika „Time”.
- 1942:
  - 33 niemieckich agentów, członków największej w historii USA rozbitej przez FBI siatki szpiegowskiej kierowanej przez nienawidzącego Brytyjczyków nacjonalistę burskiego Fredericka J. Duquesne(inne języki), zostało skazanych na wieloletnie więzienie.
  - Wojna na Pacyfiku: wojska japońskie zdobyły stolicę Filipin Manilę i Kampar w Indochinach.
  - Niemcy rozpoczęli likwidację getta w Charkowie; w ciągu siedmiu dni w Drobyckim Jarze rozstrzelano około 9 tys. Żydów.
- 1944 – Wojna na Pacyfiku: alianci wysadzili desant w Saidor(inne języki) na Nowej Gwinei.
- 1945 – Front zachodni: samoloty RAF przeprowadziły ciężkie bombardowania Ludwigshafen i Norymbergi, w której zostało zniszczone 90% starówki.
- 1949 – Luis Muñoz Marín został zaprzysiężony na pierwszego demokratycznie wybranego gubernatora Portoryko.
- 1955 – Prezydent Panamy José Antonio Remón Cantera został zastrzelony z broni maszynowej na torze wyścigów konnych w mieście Panama.
- 1960:
  - Senator John F. Kennedy ogłosił, że będzie się ubiegał o nominację Partii Demokratycznej w zaplanowanych na listopad tego roku wyborach prezydenckich.
  - W miejscowości Oodnadatta (Australia Południowa) zarejestrowano rekordową temperaturę w historii Australii (50,7 °C).
- 1961 – Na szczycie wulkanu Haleakalā zarejestrowano rekordowo niską temperaturę powietrza na Hawajach (−10 °C).
- 1962 – Rozpoczęło działalność Stowarzyszenie Wolnego Handlu Ameryki Łacińskiej (LAFTA).
- 1963 – Wojna wietnamska: zwycięstwo Vietcongu nad wojskami południowowietnamskimi i amerykańskimi w bitwie pod Ap Bac.
- 1965 – Urzędujący prezydent Pakistanu Ayub Khan został wybrany na drugą kadencję.
- 1967 – Ronald Reagan został gubernatorem Kalifornii.
- 1968 – Christiaan Barnard dokonał w klinice w Kapsztadzie drugiego w historii zabiegu przeszczepienia serca. Pacjent przeżył 19 miesięcy.
- 1971:
  - 66 osób zginęło, a ponad 200 zostało rannych wskutek runięcia w trakcie meczu bariery na trybunie stadionu Ibrox Park w Glasgow.
  - Benjamin Sheares został prezydentem Singapuru.
- 1975 – Elisabeth Domitien została premierem Republiki Środkowoafrykańskiej i zarazem pierwszą kobietą-premierem w Afryce.
- 1981 – Został aresztowany brytyjski seryjny morderca Peter Sutcliffe.
- 1984 – Wystartowały satelitarne stacje telewizyjne TV5 i RTL.
- 1988 – Kanada i USA zawarły układ o wolnym handlu.
- 1989:
  - Dokonano oblotu samolotu pasażerskiego Tu-204.
  - Ranasinghe Premadasa został prezydentem Sri Lanki.
- 1992 – ChRL nawiązała stosunki dyplomatyczne z Uzbekistanem, jako pierwszą poradziecką republiką środkowoazjatycką.
- 1999 – Juan José Ibarretxe został prezydentem Kraju Basków.
- 2002 – Levy Mwanawasa został prezydentem Zambii.
- 2005 – W Chorwacji odbyła się I tura wyborów prezydenckich. Do II tury przeszli ubiegający się o reelekcję Stjepan Mesić (48,92%) i Jadranka Kosor (20,31%).
- 2006 – W bawarskim kurorcie Bad Reichenhall pod ciężarem śniegu zawalił się dach lodowiska; zginęło 15 osób, w tym 12 dzieci, a 34 osoby zostały ranne.
- 2008 – Na nowojorskiej giełdzie towarowej NYMEX(inne języki) cena baryłki ropy naftowej po raz pierwszy w historii przekroczyła 100 dolarów.
- 2009 – Wojna domowa na Sri Lance: wojska rządowe zdobyły Kilinochchi, stolicę prowincji Tamilskich Tygrysów.
- 2010 – Konflikt plemienny w Sudanie: w wyniku ataku Nuerów na pastwiska ludu Dinka w stanie Warrap (obecnie Sudan Południowy) zginęło 139 osób, a 54 zostały ranne. Napastnicy zrabowali 5 tys. zwierząt.
- 2012 – Konflikt wewnętrzny w Sudanie Południowym: w wyniku trwającego od 31 grudnia ataku Nuerów na miasto Pibor i okoliczne wioski zginęło ponad 3 tys. członków plemienia Murle(inne języki). Ponadto uprowadzono 1293 dzieci i skradziono 375 tys. zwierząt.
- 2014 – 5 osób zginęło, a 70 zostało rannych w wyniku wybuchu samochodu-pułapki w szyickiej dzielnicy Bejrutu.
- 2015 – U północnego wybrzeża Szkocji zatonął płynący pod banderą cypryjską z duńskiego Aalborga do angielskiego Runcorn cementowiec MV „Cemfjord”, w wyniku czego śmierć poniosło 8 członków załogi (w tym 7 Polaków).
- 2016 – W Arabii Saudyjskiej za udział w protestach podczas arabskiej wiosny w 2011 zostało straconych 47 osób, w tym szyicki duchowny Nimr an-Nimr.
- 2018 – 51 osób zginęło, a 5 zostało rannych w katastrofie autokaru, który spadł z klifu w okolicach miejscowości Pasamayo w zachodnim Peru.
- 2019 – 8 osób zginęło, a 16 zostało rannych w katastrofie pociągu na moście Storebæltsbroen w Danii.
- 2022 – W Kazachstanie rozpoczęły się protesty społeczne.
- 2023 – W watykańskiej bazylice św. Piotra wystawiono na widok publiczny ciało emerytowanego papieża Benedykta XVI[5].
- 2024 – Na płycie lotniska Tokio-Haneda w wyniku zderzenia pasażerskiego Airbusa A350 linii Japan Airlines z należącym do straży granicznej Bombardierem Q Series zginęło 5 osób, a 17 zostało rannych.

## Eksploracja kosmosu
- 1959 – Wystrzelono rakietę z radziecką sondą Łuna 1, która jako pierwsza osiągnęła II prędkość kosmiczną i pokonała grawitację Ziemi.
- 2004 – Amerykańska sonda Stardust pobrała próbki pyłu z warkocza komety Wild 2.

## Urodzili się
- 869 – Yōzei, cesarz Japonii (zm. 949)
- 1408 – Bessarion, grecki kardynał, bazylianin, łaciński patriarcha Konstantynopola (zm. 1472)
- 1446 – Siemowit VI, książę płocki (zm. 1462)
- 1493 – Louis de Bourbon de Vendôme, francuski kardynał (zm. 1557)
- 1642 – Mehmed IV, sułtan Imperium Osmańskiego (zm. 1693)
- 1647 – Nathaniel Bacon, angielsko-amerykański rebeliant (zm. 1676)
- 1652 – Michel Chamillart, francuski polityk, generalny kontroler finansów (zm. 1721)
- 1656 – Franz Lefort, rosyjski dowódca wojskowy pochodzenia szwajcarskiego (zm. 1699)
- 1678 – Pierre Fauchard, francuski chirurg, stomatolog  (zm. 1761)
- 1697 – Etienne-René Potier de Gesvres, francuski duchowny katolicki, biskup Beauvais, kardynał (zm. 1774)
- 1699 – Osman III, sułtan Imperium Osmańskiego (zm. 1757)
- 1703 – George Cholmondeley, brytyjski arystokrata, polityk (zm. 1770)
- 1713 – Marie Dumesnil(inne języki), francuska aktorka (zm. 1803)
- 1721 – John Manners, brytyjski arystokrata, dowódca wojskowy, polityk (zm. 1770)
- 1727 – James Wolfe, brytyjski generał (zm. 1759)
- 1729 – Johann Daniel Titius, niemiecki astronom, fizyk, biolog, wykładowca akademicki (zm. 1796)
- 1732 – František Xaver Brixi, czeski kompozytor (zm. 1771)
- 1752:
  - Philip Freneau, amerykański poeta (zm. 1832)
  - Franciszek Zabłocki, polski duchowny katolicki, komediopisarz, poeta (zm. 1821)
- 1765 – Charles Hatchett, brytyjski chemik, mineralog (zm. 1847)
- 1777 – Christian Daniel Rauch, niemiecki rzeźbiarz (zm. 1857)
- 1783 – Christoffer Wilhelm Eckersberg, duński malarz (zm. 1853)
- 1784 – Ernest I, książę Sachsen-Coburg-Gotha (zm. 1844)
- 1798 – Désiré-Alexandre Batton(inne języki), francuski kompozytor (zm. 1855)
- 1803 – George Henry Calvert, amerykański wydawca, prozaik, poeta, eseista, biograf (zm. 1889)
- 1807 – Tomasz Napoleon Nidecki, polski kompozytor, dyrygent, pianista (zm. 1852)
- 1809 – Friedrich Wilhelm Jähns, niemiecki kompozytor, pedagog (zm. 1888)
- 1810:
  - Alfred Jacob Miller, amerykański malarz (zm. 1874)
  - Christian Sharps, amerykański rusznikarz, wynalazca (zm. 1874)
- 1811 – Uroš Knežević, serbski malarz (zm. 1876)
- 1817 – Paweł Łubieński, polski ziemianin, publicysta, działacz gospodarczy (zm. 1892)
- 1819 – Seweryn Morawski, polski duchowny katolicki, arcybiskup metropolita lwowski (zm. 1900)
- 1821 – James Croll, szkocki przyrodnik, klimatolog i glacjolog samouk (zm. 1890)
- 1822 – Rudolf Clausius, niemiecki fizyk, matematyk, wykładowca akademicki (zm. 1888)
- 1823 – Théodore Deck, francuski ceramik (zm. 1891)
- 1824 – Guido von Eiselsberg, austriacki oficer, polityk (zm. 1887)
- 1826 – Teodoros Dilijanis, grecki polityk, premier Grecji (zm. 1905)
- 1827 – Kraft Hohenlohe-Ingelfingen, pruski książę, generał major (zm. 1892)
- 1828 – Jeremiah Rankin, amerykański pastor, poeta (zm. 1904)
- 1830 – Henry Flagler, amerykański przemysłowiec (zm. 1913)
- 1831 – Augustus Matthiessen, brytyjski chemik, fizyk, wykładowca akademicki (zm. 1870)
- 1834:
  - Todor Burmow, bułgarski polityk, premier Księstwa Bułgarii (zm. 1906)
  - Karl Friedrich Louis Dobermann(inne języki), niemiecki poborca podatkowy, hycel, hodowca psów (zm. 1894)
  - Wasilij Pierow, rosyjski malarz (zm. 1882)
- 1835:
  - Carl Claus, niemiecki zoolog, profesor anatomii porównawczej (zm. 1899)
  - Lorenzo Petris de Dolammare, włoski duchowny katolicki, biskup Pultu i biskup Sapë (zm. 1910)
- 1836 – Mendele Mojcher Sforim, żydowski pisarz (zm. 1917)
- 1837 – Milij Bałakiriew, rosyjski kompozytor, pianista, dyrygent (zm. 1910)
- 1838 – Wincenty Ślendziński, polski malarz, zesłaniec (zm. 1909)
- 1839 – Gustave Trouvé, francuski chemik, wynalazca (zm. 1902)
- 1845 – Federico González y Suárez, ekwadorski duchowny katolicki, biskup Ibarry, arcybiskup Quito, historyk, archeolog (zm. 1917)
- 1847:
  - Otakar Hostinský, czeski kompozytor, muzykolog, estetyk (zm. 1910)
  - Paul Gustav Wislicenus, niemiecki historyk literatury, pedagog (zm. 1917)
- 1850 – Paskal Trokshi, albański duchowny katolicki, arcybiskup metropolita Skopje (zm. 1917)
- 1856:
  - Błażej Jaszowski, polski duchowny katolicki, teolog, wykładowca akademicki (zm. 1921)
  - Andrea Vassallo, maltański architekt (zm. 1928)
- 1857:
  - Stiepan Chałturin, rosyjski rewolucjonista, zamachowiec (zm. 1882)
  - Viktor Uhlig, austriacki geolog, paleontolog, wykładowca akademicki (zm. 1911)
- 1858:
  - Josef Kainz, austriacki aktor (zm. 1910)
  - Constance Lloyd, brytyjska pisarka, dziennikarka (zm. 1898)
  - Bernard Sachs, amerykański neurolog pochodzenia żydowskiego (zm. 1944)
- 1859:
  - George Nicoll Barnes, brytyjski polityk (zm. 1940)
  - Wincenty Buksznis, polski i radziecki działacz socjalistyczny i komunistyczny, ślusarz (zm. 1932)
- 1860 – Józef Męcina-Krzesz, polski malarz (zm. 1934)
- 1861:
  - Zofia Brajnin, polska i niemiecka śpiewaczka operowa (sopran) (zm. 1937)
  - William Henry Griffith Thomas, brytyjski duchowny i teolog anglikański (zm. 1924)
- 1862:
  - Michał Doliwo-Dobrowolski, rosyjski elektrotechnik, elektryk, wynalazca pochodzenia polskiego (zm. 1919)
  - Tang Shaoyi, chiński dyplomata, polityk, premier Republiki Chińskiej (zm. 1938)
- 1864 – Lucía Zárate, Meksykanka, najlżejsza osoba na świecie (zm. 1890)
- 1868:
  - Arthur Gore, brytyjski tenisista (zm. 1928)
  - Noe Żordania, gruziński polityk, premier Gruzji (zm. 1953)
- 1869 – Bayard Veiller(inne języki), amerykański reżyser filmowy (zm. 1943)
- 1870:
  - Ernst Barlach, niemiecki rzeźbiarz, malarz (zm. 1938)
  - Marcjanna Fornalska, polska działaczka komunistyczna (zm. 1963)
- 1871 – Thomas Whittemore, amerykański archeolog i bizantynolog (zm. 1950)
- 1873:
  - Teresa z Lisieux, francuska karmelitanka bosa, doktor Kościoła, święta (zm. 1897)
  - Anton Pannekoek, holenderski astrofizyk, astronom, teoretyk marksistowski (zm. 1960)
- 1874 – Aleksander Prystor, polski polityk, marszałek Senatu, premier RP (zm. 1941)
- 1877 – Slava Raškaj, chorwacka malarka (zm. 1906)
- 1878 – Konrad Kasperowicz, polski inżynier, przemysłowiec, działacz socjalistyczny (zm. po 1939)
- 1879:
  - Rudolf Bauer, węgierski lekkoatleta, dyskobol (zm. 1932)
  - Zygmunt Hübner, polski prawnik, polityk, minister spraw wewnętrznych (zm. 1966)
  - Zygmunt Kadłubowski, polski działacz społeczny, urzędnik, polityk, poseł na Sejm RP (zm. 1961)
- 1880:
  - Louis Breguet, francuski konstruktor lotniczy (zm. 1955)
  - Wasilij Diegtiariow, rosyjski konstruktor broni strzeleckiej (zm. 1949)
  - Charles Frazer, australijski polityk (zm. 1913)
  - Andrzej Marek, polski dramaturg, reżyser filmowy pochodzenia żydowskiego (zm. 1943)
- 1882:
  - Anna Gramatyka-Ostrowska, polska malarka, graficzka (zm. 1958)
  - Benjamin Jones, brytyjski kolarz torowy (zm. 1963)
  - Lucjan Rudnicki, polski pisarz (zm. 1968)
- 1883:
  - Anna Abrikosowa, rosyjska zakonnica (zm. 1936)
  - Zygmunt Fedorski, polski architekt (zm. 1949)
- 1885 – Anna Hübler, niemiecka łyżwiarka figurowa (zm. 1976)
- 1886:
  - Lupu Pick, niemiecki aktor, reżyser filmowy pochodzenia rumuńskiego (zm. 1931)
  - Carl-Heinrich von Stülpnagel, niemiecki generał (zm. 1944)
- 1889 – Joseph Sunlight, rosyjsko-brytyjski architekt pochodzenia żydowskiego (zm. 1978)
- 1890 – (lub 1886) Florence Lawrence(inne języki), kanadyjska aktorka (zm. 1938)
- 1891 – Giovanni Michelucci, włoski architekt, urbanista, miedziorytnik (zm. 1990)
- 1892:
  - Edoardo Agnelli, włoski przemysłowiec, działacz sportowy (zm. 1935)
  - Seiichirō Kashio, japoński tenisista (zm. 1962)
  - Zoltán Meszlényi, węgierski duchowny katolicki, biskup, błogosławiony (zm. 1951)
- 1893 – Ernst Marischka(inne języki), austriacki reżyser filmowy (zm. 1963)
- 1894 – Józef Klukowski, polski rzeźbiarz (zm. 1944)
- 1895:
  - Folke Bernadotte, szwedzki dyplomata (zm. 1948)
  - Shaikhzada Babich, baszkirski poeta (zm. 1919)
- 1896 – Dziga Wiertow, radziecki reżyser filmów dokumentalnych (zm. 1954)
- 1898:
  - Józef Bach, polski major piechoty  (zm. 1939)
  - Jakub Hilary Barbal Cosan, hiszpański lasalianin, męczennik, święty (zm. 1937)
  - Roald Larsen, norweski łyżwiarz szybki (zm. 1959)
- 1899:
  - Tytus Dymek(inne języki), polski aktor (zm. 1970)
  - Hermann von Oppeln-Bronikowski, niemiecki generał, jeździec sportowy (zm. 1966)
- 1900:
  - Albin Dahl, szwedzki piłkarz (zm. 1980)
  - William Haines, amerykański aktor (zm. 1973)
  - Józef Klotz, polski piłkarz pochodzenia żydowskiego (zm. 1941)
  - Leslie Peltier, amerykański astronom amator (zm. 1980)
- 1901:
  - Huang Hai-tai, tajwański artysta ludowy (zm. 2007)
  - Gerda Munck, duńska florecistka (zm. 1986)
  - Teodor Nagurski, polski ekonomista, statystyk, wykładowca akademicki (zm. 1973)
- 1902:
  - Robert Beill, polski pułkownik pilot (zm. 1970)
  - Aleksiej Krutikow, radziecki polityk (zm. 1962)
- 1903:
  - Szymawon Arruszanian, ormiański i radziecki polityk (zm. 1982)
  - Kane Tanaka, japońska superstulatka (zm. 2022)
- 1904:
  - Józef Below, polski rzeźbiarz (zm. 1939)
  - Carlos de Cárdenas Culmell, kubański żeglarz sportowy (zm. 1994)
  - Walter Heitler, niemiecki fizyk, chemik, wykładowca akademicki (zm. 1981)
  - Walter Hewel, niemiecki działacz nazistowski, dyplomata (zm. 1945)
  - James Melton, amerykański piosenkarz (zm. 1961)
- 1905:
  - Tadeusz Hroboni, polski chirurg (zm. 1986)
  - Lew Sznirelman, rosyjski matematyk, wykładowca akademicki pochodzenia żydowskiego (zm. 1938)
  - Michael Tippett, brytyjski kompozytor (zm. 1998)
  - Luigi Zampa, włoski reżyser i scenarzysta filmowy (zm. 1991)
- 1906:
  - Stanisław Borysowski, polski malarz, grafik, rysownik (zm. 1988)
  - Harald Bosio, austriacki skoczek i biegacz narciarski, kombinator norweski (zm. 1980)
  - Frederick Seaman, indyjski hokeista na trawie (zm. 2000)
- 1907:
  - Ed Carmichael, amerykański gimnastyk (zm. 1960)
  - Minoru Shibuya(inne języki), japoński reżyser filmowy (zm. 1980)
  - Tadeusz Żenczykowski, polski prawnik, publicysta, polityk, poseł na Sejm RP (zm. 1997)
- 1908:
  - Józef Markow, polski murarz, polityk, poseł na Sejm PRL (zm. 1973)
  - Sekundyn Pollo, włoski duchowny katolicki, błogosławiony (zm. 1941)
  - Jan Tchórznicki, polski komandor podporucznik (zm. 1972)
- 1909:
  - Barry Goldwater, amerykański polityk pochodzenia żydowskiego, senator (zm. 1998)
  - Riccardo Cassin, włoski alpinista, himalaista (zm. 2009)
  - Józef Wyszomirski, polski aktor, reżyser filmowy i teatralny, pedagog (zm. 1982)
- 1910 – Suren Towmasjan, ormiański i radziecki polityk (zm. 1980)
- 1911:
  - Witold Niewiadomski, polski profesor nauk rolniczych (zm. 2005)
  - Andrzej Pomian, polski pisarz i historyk emigracyjny (zm. 2008)
  - Pawieł Ryczagow, radziecki generał-lejtnant pilot, as myśliwski (zm. 1941)
- 1912 – Łamis Briedis, radziecki animator, reżyser filmów animowanych (zm. 1957)
- 1913:
  - Anna Lee, brytyjska aktorka (zm. 2004)
  - Jan Maciejko, polski hokeista, bramkarz (zm. 1993)
- 1914:
  - Noor Inayat Khan, indyjska księżniczka, agentka wywiadu brytyjskiego (zm. 1944)
  - Adolf Sowiński, polski poeta, prozaik, tłumacz, krytyk literacki (zm. 1963)
- 1915 – Mieczysław Janikowski, polski działacz komunistyczny (zm. 1976)
- 1916:
  - Ryszard Bukowski, polski kompozytor, pedagog, publicysta (zm. 1987)
  - Stefania Matysiewicz, polska poetka i malarka ludowa (zm. 2003)
  - Edmund Leopold de Rothschild, brytyjski finansista (zm. 2009)
- 1917:
  - Zajnab al-Ghazali, egipska polityk (zm. 2005)
  - Emil Kołodziej, polski prawnik, polityk, poseł na Sejm PRL, minister przemysłu spożywczego i skupu (zm. 2014)
  - Vera Zorina(inne języki), niemiecko-norweska tancerka, aktorka, choreografka (zm. 2003)
- 1918:
  - Adam Bahdaj, polski pisarz, tłumacz (zm. 1985)
  - Arturo Dominici, włoski aktor (zm. 1992)
- 1919 – Alfonso Corona Blake, meksykański reżyser i scenarzysta filmowy (zm. 1999)
- 1920:
  - Isaac Asimov, amerykański biochemik, pisarz science fiction pochodzenia żydowskiego (zm. 1992)
  - Čestmír Císař, czechosłowacki polityk (zm. 2013)
  - George Herbig, amerykański astronom (zm. 2013)
  - Anna Langfus, francuska pisarka (zm. 1966)
  - Władysław Markiewicz, polski socjolog (zm. 2017)
- 1921:
  - Edward Konecki, polski artysta grafik, projektant znaczków pocztowych (zm. 1990)
  - Jean Luciano, francuski piłkarz, trener (zm. 1997)
- 1922:
  - Błaga Dimitrowa, bułgarska pisarka, polityk (zm. 2003)
  - Maurice Faure, francuski polityk (zm. 2014)
  - Konstanty Jeleński, polski eseista, krytyk literacki, publicysta (zm. 1987)
  - Elżbieta Święcicka, polska aktorka (zm. 2019)
- 1923:
  - Henryk Bąk, polski aktor (zm. 1987)
  - Czesław Dęga, polski generał brygady, dyplomata (zm. 2008)
  - Remigiusz Szczęsnowicz, polski dziennikarz, publicysta, tłumacz (zm. 2008)
- 1924:
  - Franciszek Chrapkiewicz, polski i francuski biochemik, wykładowca akademicki (zm. 2020)
  - Tadeusz Huskowski, polski matematyk, dydaktyk, harcerz, żołnierz AK, uczestnik powstania warszawskiego, działacz NSZZ „Solidarność” (zm. 1984)
  - Władysław Jerzak, polski generał brygady (zm. 2007)
- 1925:
  - Irina Archipowa, rosyjska śpiewaczka operowa (mezzosopran) (zm. 2010)
  - Anna Beata Chodorowska, polska poetka (zm. 1995)
  - Francesco Colasuonno, włoski kardynał, dyplomata (zm. 2003)
  - Rachel Grynfeld, polska wychowawczyni przedszkolna, pisarka pochodzenia żydowskiego (zm. 2023)
  - Larry Harmon, amerykański producent telewizyjny, aktor (zm. 2008)
  - Zdzisław Jaworski, polski dyplomata, funkcjonariusz SB (zm. 2015)
  - Andrzej Nikodemowicz, polski kompozytor, pianista, pedagog (zm. 2017)
- 1926:
  - Hideyo Amamoto, japoński aktor (zm. 2003)
  - Zaharije Trnavčević, serbski dziennikarz, polityk (zm. 2016)
  - Wira Wowk, ukraińska poetka, historyk literatury, tłumaczka (zm. 2022)
- 1927:
  - Robert Alt, szwajcarski bobsleista (zm. 2017)
  - Andrzej Borecki, polski scenograf filmowy (zm. 2011)
  - Wiesław Garboliński, polski malarz, rysownik (zm. 2014)
  - Jurij Grigorowicz, rosyjski tancerz, choreograf (zm. 2025)
  - Stanisław Michel, polski architekt (zm. 2020)
- 1928:
  - Daisaku Ikeda, japoński prozaik, eseista, poeta, filozof (zm. 2023)
  - Tadeusz Kłopotowski, polski biochemik, wykładowca akademicki, polityk, senator RP (zm. 2003)
  - Dan Rostenkowski, amerykański polityk pochodzenia polskiego (zm. 2010)
- 1929:
  - József Bakucz, węgierski poeta (zm. 1990)
  - Stanisław Grodziski, polski historyk prawa, wykładowca akademicki (zm. 2020)
  - Barbara Marszel, polska aktorka (zm. 1988)
  - Tadeusz Ostaszewski, polski pisarz, dziennikarz, publicysta (zm. 2017)
  - Anton Pain Ratu, indonezyjski duchowny katolicki, biskup Atambua (zm. 2024)
  - Boris Tiszyn, rosyjski bokser (zm. 1980)
- 1930:
  - Zbigniew Bartosiewicz, polski aktor niezawodowy (zm. 1997)
  - Nina Baryłko-Pikielna, polska specjalistka w dziedzinie badań jakości artykułów żywnościowych, profesor nauk rolniczych (zm. 2019)
  - Julius La Rosa, amerykański piosenkarz (zm. 2016)
  - Janusz Obodowski, polski ekonomista, polityk, minister pracy, płac i spraw socjalnych, wicepremier, dyplomata (zm. 2011)
  - Stefania Rogowska, polska koszykarka, siatkarka (zm. 2017)
  - Zbigniew Skoczek(inne języki), polski operator filmowy (zm. 1994)
- 1931:
  - Janina Altman, izraelska chemiczka, pisarka (zm. 2022)
  - Eugeniusz Duraczyński, polski historyk, wykładowca akademicki (zm. 2020)
  - Toshiki Kaifu, japoński polityk, premier Japonii (zm. 2022)
  - Marian Kaznowski, polski żużlowiec, sędzia żużlowy (zm. 2009)
  - Marino Morettini, włoski kolarz torowy (zm. 1990)
  - Abílio Rodas de Sousa Ribas, portugalski duchowny katolicki, biskup Wysp Świętego Tomasza i Książęcej (zm. 2025)
  - Jan Such, polski filozof, wykładowca akademicki (zm. 2024)
  - František Šafránek, czeski piłkarz (zm. 1987)
  - Tadeusz Zabłocki, polski prezbiter katolicki (zm. 2024)
- 1932:
  - Milan Čič, słowacki prawnik, polityk, minister sprawiedliwości, premier Słowacji (zm. 2012)
  - Henryk Olszewski, polski prawnik, historyk prawa (zm. 2021)
- 1933:
  - Anna Bartáková, czeska śpiewaczka operowa (zm. 1983)
  - Dan Duncan, amerykański przedsiębiorca (zm. 2010)
  - Józef Kurek, polski hokeista, trener (zm. 2015)
  - Henryk Łapiński, polski aktor (zm. 2020)
  - Józef Niewiadomski, polski polityk, minister budownictwa, prezydent Łodzi (zm. 2019)
  - Helmut Tobollik, polski piłkarz (zm. 2018)
- 1934:
  - Leopold René Nowak, polski aktor, reżyser filmowy
  - Rafał Orlewski, polski pisarz
- 1935:
  - Grzegorz Bryll, polski matematyk, wykładowca akademicki (zm. 2017)
  - Jocelyn Delecour, francuski lekkoatleta, sprinter
  - David McKee, brytyjski pisarz, ilustrator, twórca literatury dziecięcej (zm. 2022)
  - Erling Nielsen, duński piłkarz (zm. 1996)
- 1936:
  - Krystyna Bryl, polska aktorka (zm. 1997)
  - Norbert Buske, niemiecki duchowny protestancki, teolog, polityk (zm. 2023)
  - Maria Gąsienica Bukowa, polska biegaczka narciarska (zm. 2020)
  - Roger Miller(inne języki), amerykański piosenkarz country (zm. 1992)
  - Kjell Opseth, norweski polityk, minister transportu i komunikacji (zm. 2017)
  - Malcolm Spence, jamajski lekkoatleta, sprinter (zm. 2017)
  - Melville Spence, jamajski lekkoatleta, sprinter (zm. 2012)
  - Alicja Szewczyk, polska siatkarka (zm. 2025)
- 1937:
  - Martin Lauer, niemiecki lekkoatleta, sprinter, płotkarz, wieloboista (zm. 2019)
  - Petrit Llanaj, albański aktor, reżyser filmowy (zm. 2001)
  - Giuseppe Pisanu, włoski polityk
  - Terence Rigby, brytyjski aktor (zm. 2008)
- 1938:
  - Nodar Achalkaci, gruziński piłkarz, trener (zm. 1998)
  - Arlington Butler, bahamski prawnik, polityk, działacz sportowy (zm. 2017)
  - Lynn Conway, amerykańska informatyk, działaczka na rzecz praw osób transseksualnych (zm. 2024)
  - Goh Kun, koreański polityk, burmistrz Seulu, premier i prezydent Korei Południowej
  - Hans Herbjørnsrud(inne języki), norweski pisarz
  - Marian Kępka, polski rolnik, polityk, poseł na Sejm RP (zm. 1992)
  - Grażyna Kociniak, polska montażystka filmowa (zm. 2016)
  - Bohumil Němeček, czeski bokser (zm. 2010)
  - José de Jesús Nuñez Viloria, wenezuelski duchowny katolicki, biskup Ciudad Guayana (zm. 2024)
  - Robert Smithson, amerykański artysta (zm. 1973)
  - Waldemar Szczepanowski, polski siatkarz
- 1939:
  - Abd al-Aziz Abd al-Ghani, jemeński polityk, premier Jemenu (zm. 2011)
  - Wojciech Roszewski, polski poeta, prozaik, eseista
- 1940:
  - Robert Głębocki, polski astrofizyk, polityk, minister edukacji narodowej (zm. 2005)
  - Grażyna Kuroń, polska działaczka opozycji antykomunistycznej (zm. 1982)
  - Zbigniew Romaszewski, polski fizyk, działacz opozycji antykomunistycznej, polityk, wicemarszałek Senatu RP (zm. 2014)
  - Edward Samsel, polski duchowny katolicki, biskup łomżyński i ełcki (zm. 2003)
  - Tomasz Szarota, polski historyk, publicysta
  - S.R. Srinivasa Varadhan, indyjsko-amerykański matematyk, wykładowca akademicki
- 1941:
  - Mirosław Pietrewicz, polski ekonomista, polityk, poseł na Sejm RP, wicepremier, minister skarbu (zm. 2022)
  - Petr Pithart, czeski prawnik, polityk, premier Czech
  - Franciszek Szelwicki, polski związkowiec, działacz opozycji antykomunistycznej, polityk, poseł na Sejm RP (zm. 2018)
  - Gianfranco Terenzi, sanmaryński polityk, kapitan regent San Marino (zm. 2020)
- 1942:
  - Piotr Andrzejewski, polski prawnik, senator RP
  - Gerald Govan, amerykański koszykarz
  - Dennis Hastert, amerykański polityk
  - Leszek Kiełczewski, polski polityk, poseł na Sejm RP (zm. 2021)
  - Stanisław Kocjan, polski polityk, poseł na Sejm RP
  - Paweł Nowok, polski polityk, poseł na Sejm RP
  - Edmund Puzdrowski, polski pisarz
  - Jewhen Rudakow, ukraiński piłkarz (zm. 2011)
- 1943:
  - Emilio Disi, argentyński aktor (zm. 2018)
  - Edward Kłosiński, polski operator filmowy (zm. 2008)
  - Jerzy Kopa, polski piłkarz, trener, działacz i menedżer piłkarski (zm. 2022)
  - Józef Przybylski, polski działacz związkowy, robotnik, działacz opozycji antykomunistycznej (zm. 2021)
  - Ewa Sikorska-Trela, polska chemik, polityk, poseł na Sejm RP (zm. 2024)
  - Mieczysław Sirko, polski kartograf (zm. 2014)
  - Stanisław Szelc, polski satyryk, członek kabaretu Elita
  - Tadeusz Trzciński, polski harmonijkarz, członek zespołu Breakout
- 1944:
  - Anders Bodegård, szwedzki slawista, tłumacz (zm. 2024)
  - Aleksander Brożyniak, polski piłkarz, trener
  - Martin Drennan, irlandzki duchowny katolicki, biskup Galway-Kilmacduagh (zm. 2022)
  - Péter Eötvös, węgierski kompozytor, dyrygent, pedagog muzyczny (zm. 2024)
  - Michał Hydzik, polski duchowny zielonoświątkowy, pastor, ewangelista, prezbiter naczelny Kościoła Zielonoświątkowego (zm. 2017)
  - Andrzej Jaworski, polski leśnik, profesor nauk leśnych (zm. 2024)
  - Jan Kubik, polski polityk, poseł na Sejm RP, wiceminister finansów
  - Ryszard Łukasiewicz, polski filolog, dziennikarz prasowy, polityk, poseł na Sejm PRL (zm. 2022)
  - Norodom Ranariddh, kambodżański książę, polityk, premier Kambodży (zm. 2021)
- 1945:
  - Awad Hamad al-Bandar, iracki prawnik, polityk (zm. 2007)
  - Maria Dziuba, polska polityk, rolnik, posłanka na Sejm RP
  - Peter Patzak(inne języki), austriacki reżyser filmowy
  - Slobodan Praljak, chorwacki generał, inżynier, reżyser filmowy i teatralny (zm. 2017)
  - Zbigniew Sobis, polski tancerz, aktor, pedagog (zm. 1996)
  - Sławomir Willenberg, polski polityk, lekarz, senator RP
- 1946:
  - Jacek Bolewski, polski duchowny katolicki, jezuita, teolog, pisarz (zm. 2012)
  - Chick Churchill(inne języki), brytyjski muzyk, członek zespołu Ten Years After
  - Kim Ch’ang Sŏp, północnokoreański polityk (zm. 2020)
  - Antonina Kowtunow, polska śpiewaczka operowa (sopran) (zm. 2023)
- 1947:
  - Andrzej Bachleda-Curuś II, polski narciarz alpejski
  - Franciszek Bachleda-Księdzularz, polski działacz społeczny i samorządowy, prezes Związku Podhalan, polityk, senator RP (zm. 2019)
  - Isidore Fernandes, indyjski duchowny katolicki, biskup Allahabadu (zm. 2023)
  - Lee Chang-myung, północnokoreański piłkarz, bramkarz
  - Roman Jagieliński, polski polityk, poseł na Sejm RP, wicepremier, minister rolnictwa i gospodarki żywnościowej
  - Aleksandr Jakuszew, rosyjski hokeista, trener i działacz hokejowy
  - Eva Köhler, niemiecka pierwsza dama
  - Alena Skryhan, białoruska nauczycielka, działaczka komunistyczna
  - Ewa Śnieżanka, polska piosenkarka
- 1948:
  - Jacky Duguépéroux, francuski piłkarz, trener
  - Tony Judt, brytyjski historyk (zm. 2010)
  - Kerry Minnear(inne języki), brytyjski muzyk, członek zespołu Gentle Giant
  - Giwi Nodia, gruziński piłkarz, trener (zm. 2005)
  - Janusz Pałubicki, polski historyk sztuki, polityk, minister-koordynator służb specjalnych
  - Anna Popowicz, polska prawnik, urzędnik państwowy (zm. 2022)
  - Marek Rudnicki, polski chirurg, wykładowca akademicki
  - Deborah Watling, brytyjska aktorka (zm. 2017)
- 1949:
  - Uładzimir Andrejczanka, białoruski polityk
  - Jan Karwecki, polski piłkarz (zm. 2019)
  - Leijn Loevesijn, holenderski kolarz szosowy i torowy
  - Piotr Mateja, polski samorządowiec, polityk, poseł na Sejm RP
  - Hienadź Nawicki, białoruski polityk, premier Białorusi
  - Patrick Schulmann(inne języki), francuski reżyser filmowy (zm. 2002)
- 1950:
  - Siamion Domasz, białoruski ekonomista, polityk (zm. 2019)
  - Jewgienij Jewsiukow, rosyjski lekkoatleta, chodziarz
  - Grzegorz Wołągiewicz, polski nauczyciel, samorządowiec, prezydent Suwałk (zm. 2010)
- 1951:
  - Jan Fischer, czeski polityk, premier Czech
  - Ryszard Olszewski, polski inżynier, polityk, poseł na Sejm RP
  - Valdir Peres, brazylijski piłkarz (zm. 2017)
  - Adam Puza, polski samorządowiec, polityk, poseł na Sejm RP
- 1952:
  - Indulis Emsis, łotewski biolog, polityk, premier Łotwy
  - Józef Łyczak, polski rolnik, samorządowiec, polityk, senator RP
  - Elwira Saadi, uzbecka gimnastyczka, trenerka
- 1953:
  - Wiesław Dobkowski, polski inżynier, samorządowiec, polityk, senator RP
  - Naila Gilazowa, rosyjska florecistka
  - Adam Łoziński, polski nauczyciel, polityk, poseł na Sejm RP
- 1954:
  - Germán Leguía, peruwiański piłkarz
  - Milovan Rajevac, serbski piłkarz, trener
- 1955:
  - Lucyna Andrysiak, polska pedagog, działaczka harcerska i samorządowa (zm. 2017)
  - Tadeusz Bradecki, polski aktor, reżyser teatralny (zm. 2022)
  - Agatonas Jakowidis, grecki piosenkarz, gitarzysta (zm. 2020)
  - Naoko Satō, japońska tenisistka
  - Barbara Szymanowska, polska aktorka
- 1956:
  - Czesława Mentlewicz, polska lekkoatletka, biegaczka długodystansowa (zm. 2018)
  - Marek Różycki jr., polski dziennikarz
  - Agata Rzeszewska, polska aktorka
  - Josyp Winski, ukraiński polityk
- 1957:
  - Beppe Gabbiani, włoski kierowca wyścigowy
  - Vlastibor Konečný, czeski kolarz szosowy
  - Joanna Pacuła, polska aktorka, modelka
  - Andrzej Pałys, polski samorządowiec, polityk, poseł na Sejm RP
  - Sławomir Wolski, polski muzyk, kompozytor, autor tekstów piosenek
- 1958:
  - Danute Bankaitis-Davis, amerykańska kolarka szosowa (zm. 2021)
  - Ottavio Dazzan, włoski kolarz torowy (zm. 2024)
  - Elżbieta Michalak, polska działaczka opozycji antykomunistycznej, polityk, poseł na Sejm RP
  - Colomán Trabado, hiszpański lekkoatleta, średniodystansowiec
- 1959:
  - Prudencio Andaya, filipiński duchowny katolicki, biskup, wikariusz apostolski Tabuk
  - Mirosław Boryca, polski koszykarz
  - Josafá Menezes da Silva, brazylijski duchowny katolicki, biskup Barreiras
  - Ines Müller, niemiecka lekkoatletka, kulomiotka
  - Fernando Ramos, chilijski duchowny katolicki, biskup pomocniczy Santiago
  - Piotr Stiepanow, rosyjski polityk, pierwszy premier Naddniestrza
  - Krzysztof Zwoliński, polski lekkoatleta, sprinter
- 1960:
  - Danuta Hojarska, polska polityk, poseł na Sejm RP
  - Shinji Hosokawa, japoński judoka
  - Greg McAulay, kanadyjski curler
  - Krzysztof Stefanowicz, polski siatkarz
- 1961:
  - Ryszard Brzuzy, polski związkowiec, poseł na Sejm kontraktowy (zm. 2021)
  - Gabrielle Carteris, amerykańska aktorka
  - Todd Haynes, amerykański reżyser i scenarzysta filmowy
  - Mirosław Siedler, polski aktor
  - Michael Young, amerykański koszykarz, trener
- 1962:
  - Chris Boltendahl, niemiecki wokalista heavymetalowy, członek zespołu Grave Digger
  - Thomas Gerull, niemiecki szpadzista
  - Cristieana Matei, rumuńska lekkoatletka, płotkarka i biegaczka średniodystansowa
  - Adłan Warajew, rosyjski zapaśnik
- 1963:
  - Wiesław Cisek, polski piłkarz
  - Ołeksij Iwczenko, ukraiński polityk
  - Krzysztof Kasprzyk, polski muzyk, tancerz, członek zespołów Papa Dance i Ex-Dance
  - Krzysztof Myszkowski, polski muzyk, członek zespołu Stare Dobre Małżeństwo
  - Oļegs Znaroks, łotewski hokeista, trener
  - Siergiej Żygunow, rosyjski aktor, producent filmowy
- 1964:
  - Ingo Anderbrügge, niemiecki piłkarz
  - Arsen Awakow, ukraiński polityk
  - Wolfgang de Beer, niemiecki piłkarz, trener (zm. 2024)
  - Pernell Whitaker, amerykański bokser (zm. 2019)
- 1965:
  - Andy Ashurst, brytyjski lekkoatleta, tyczkarz
  - Simon Kim Jong-Gang, południowokoreański duchowny katolicki, biskup Cheongju
  - Steve Knight, amerykański zapaśnik
  - Dominique Leurquin, francuski muzyk, kompozytor, wokalista, członek zespołów: Rhapsody of Fire, Luca Turilli’s Dreamquest i Luca Turilli’s Rhapsody
  - Siergiej Szypowski, rosyjski piłkarz, bramkarz, trener
  - Maria Paola Turcutto, włoska kolarka szosowa, torowa i górska
- 1966:
  - Artur Akojew, rosyjski sztangista
  - Marek Całka, polski dyplomata
  - Abd al-Latif Chalaf, egipski zapaśnik
  - Ryszard Dołomisiewicz, polski żużlowiec
  - Jacek Duchowski, polski piłkarz
  - Kate Hodge, amerykańska aktorka, producentka filmowa
  - Stefan Konstantinow, bułgarski lekarz, polityk, minister zdrowia
  - Krzysztof Sierak, polski prokurator
- 1967:
  - Basile Boli, francuski piłkarz
  - Beata Buczek-Żarnecka, polska aktorka
  - Tia Carrere, amerykańska aktorka, modelka, piosenkarka
  - Jón Gnarr, islandzki aktor, komik, polityk
  - Joanna Kopcińska, polska polityk, poseł na Sejm RP, rzecznik prasowy rządu
  - James Marshall, amerykański aktor
  - Christian Obi, nigeryjski piłkarz (zm. 2024)
  - Francois Pienaar, południowoafrykański rugbysta
- 1968:
  - Oleg Dieripaska, rosyjski przedsiębiorca
  - Cuba Gooding Jr., amerykański aktor
  - Anky van Grunsven, holenderska dresażystka
  - Oliver Strohmaier, austriacki skoczek narciarski
  - Zbigniew Stryj, polski aktor
- 1969:
  - Khaled Al-Eid, saudyjski jeździec sportowy
  - István Bagyula, węgierski lekkoatleta, tyczkarz
  - Domingos, portugalski piłkarz, trener
  - Robby Gordon, amerykański kierowca wyścigowy
  - Glen Johnson, jamajski bokser
  - Małgorzata Kiełczewska, polska lekkoatletka, oszczepniczka
  - Tommy Morrison, amerykański bokser, aktor (zm. 2013)
  - Christy Turlington, amerykańska modelka
- 1970:
  - Petro Aleksowski, polski operator filmowy, reżyser filmów dokumentalnych
  - Grzegorz Halama, polski aktor kabaretowy, teatralny i filmowy, parodysta
  - Sanda Ladoși, rumuńska piosenkarka
  - Takuya Ōta, japoński zapaśnik
  - Andreas Wecker, niemiecki gimnastyk
- 1971:
  - Taye Diggs, amerykański aktor
  - Scot Gemmill, szkocki piłkarz
  - Slobodan Komljenović, serbski piłkarz
  - Iwona Smulikowska, polska lekkoatletka, sprinterka
- 1972:
  - Luís Pérez Companc, argentyński kierowca rajdowy
  - Adam Elliot, australijski twórca filmów animowanych
  - Arif Erdem, turecki piłkarz
  - Paweł Januszewski, polski lekkoatleta, płotkarz
  - Egil Østenstad, norweski piłkarz
  - Alaksandra Pańkina, białoruska wioślarka
  - Boris Rhein, niemiecki polityk, premier Hesji
- 1973:
  - Swietłana Bubnienkowa, rosyjska kolarka szosowa i torowa
  - Marcello Castellini, włoski piłkarz
  - Patrycja Czepiec, polska koszykarka
  - Lucy Davis, brytyjska aktorka
  - Roman Karmazin, rosyjski bokser
  - Julija Lewina, rosyjska wioślarka
  - Chris Woodruff, amerykański tenisista
- 1974:
  - Petter Andersen, norweski łyżwiarz szybki
  - Joanna Bodak, polska gimnastyczka artystyczna
  - Helen Clitheroe, brytyjska lekkoatletka, biegaczka średnio- i długodystansowa
  - Ludmila Formanová, czeska lekkoatletka, biegaczka średniodystansowa
  - Tomáš Řepka, czeski piłkarz
  - Jason de Vos, kanadyjski piłkarz pochodzenia holenderskiego
- 1975:
  - Tomasz Dąbrowski, polski prawnik, fizyk, urzędnik państwowy
  - Andriej Dołgow, rosyjski hokeista
  - Edyta Lewandowska, polska dziennikarka i prezenterka telewizyjna
  - Tapio Nurmela, fiński kombinator norweski
  - Douglas Robb, amerykański wokalista, członek zespołu Hoobastank
  - Dax Shepard, amerykański aktor
  - Ołeksandr Szowkowski, ukraiński piłkarz, bramkarz
  - Władysław Waszczuk, ukraiński piłkarz
  - Robert Westerholt, holenderski gitarzysta, członek zespołu Within Temptation
  - Beate Zschäpe, niemiecka działaczka neonazistowska, terrorystka
- 1976:
  - Nenad Babović, serbski wioślarz
  - Danilo Di Luca, włoski kolarz szosowy
  - Daniel Obajtek, polski menedżer, przedsiębiorca, samorządowiec
  - Laura Alonso Padin, hiszpańska śpiewaczka operowa (sopran spinto)
  - Paz Vega, hiszpańska aktorka
  - Damir Zachartdinow, uzbecki zapaśnik
- 1977:
  - Timothy Beck, holenderski lekkoatleta, sprinter, bobsleista
  - Brian Boucher, amerykański hokeista, bramkarz
  - Stefan Koubek, austriacki tenisista
  - Benjamin Nivet, francuski piłkarz
  - Jolanta Studzienna, polska siatkarka, trenerka
  - Patryk Vega, polski reżyser i scenarzysta filmowy, pisarz
- 1978:
  - Jurij Babienko, rosyjski hokeista
  - Aimo Diana, włoski piłkarz
  - Jarosław Jaros, polski artysta kabaretowy
  - Froylán Ledezma, kostarykański piłkarz
  - Zbigniew Marculewicz, polski koszykarz (zm. 2024)
  - Dawit Mudżiri, gruziński piłkarz
  - Karina Smirnoff, amerykańska tancerka pochodzenia rosyjsko-greckiego
  - Kjartan Sveinsson, islandzki muzyk, członek zespołu Sigur Rós
- 1979:
  - Mikołaj Bugajak, polski kompozytor, muzyk, producent muzyczny, inżynier dźwięku
  - Jonathan Greening, angielski piłkarz
  - Sławek Jaskułke, polski pianista jazzowy, kompozytor
  - Jauhienij Łaszankou, białoruski piłkarz
  - Çağla Şıkel, turecka aktorka, modelka
  - Karolina Zioło-Pużuk, polska humanistka, polityk
- 1980:
  - Florin Bratu, rumuński piłkarz
  - Abdoulaye Camara, malijski piłkarz
  - David Gyasi, brytyjski aktor pochodzenia ghańskiego
  - Oli Thompson, brytyjski strongman, zawodnik MMA
- 1981:
  - María Gabriela Díaz, argentyńska kolarka BMX
  - Kirk Hinrich, amerykański koszykarz
  - Tatjana Jefimienko, kirgiska lekkoatletka, skoczkini wzwyż
  - Julia Kołakowska, polska aktorka dubbingowa
  - Zenon Konopka, kanadyjski hokeista pochodzenia polskiego
  - Maxi Rodríguez, argentyński piłkarz
  - Monika Stachowska, polska piłkarka ręczna
  - Zhang Juanjuan, chińska łuczniczka
- 1982:
  - Ahmed Al Basha, sudański piłkarz
  - Dustin Clare, australijski aktor
  - Mahamoudou Kéré, burkiński piłkarz
  - Atanasia Tsumeleka, grecka lekkoatletka, chodziarka
- 1983:
  - Kate Bosworth, amerykańska aktorka
  - Agnieszka Chlipała, polska judoczka
  - Jefferson de Oliveira Galvão, brazylijski piłkarz, bramkarz
  - Dominik Witczak, polski siatkarz
- 1984:
  - Mostafa Abdulla, katarski piłkarz
  - Robert Helenius, fiński bokser
  - Radvilė Morkūnaitė-Mikulėnienė, litewska działaczka społeczna, polityk, eurodeputowana
  - Aleksandra Rodionowa, rosyjska saneczkarka
- 1985:
  - Ismaël Bangoura, gwinejski piłkarz
  - Damien Bodie, australijski aktor
  - Ivan Dodig, chorwacki tenisista
  - Konrad Niedźwiedzki, polski łyżwiarz szybki
  - Aleksiej Ugarow, rosyjsko-białoruski hokeista
  - Liana Ungur, rumuńska tenisistka
- 1986:
  - Asa Akira, amerykańska aktorka erotyczna
  - Nicolás Bertolo, argentyński piłkarz pochodzenia włoskiego
  - Nathan Cohen, nowozelandzki wioślarz pochodzenia żydowskiego
  - Michael Jakobsen, duński piłkarz
  - Per Karlsson, szwedzki piłkarz
  - Nicole Reinhardt, niemiecka kajakarka
  - Christoph Schregel, niemiecki wioślarz
  - Trombone Shorty, amerykański puzonista, trębacz
- 1987:
  - Witalij Anikiejenko, rosyjski hokeista (zm. 2011)
  - Konstantin Čupković, serbski siatkarz
  - Rok Drakšič, słoweński judoka
  - Nađa Higl, serbska pływaczka
  - Dioko Kaluyituka, kongijski piłkarz
  - Lauren Storm, amerykańska aktorka
- 1988:
  - Hawanatu Bangura, sierraleońska lekkoatletka, sprinterka
  - Julian Baumgartlinger, austriacki piłkarz
  - Marko Kešelj, serbski koszykarz, działacz klubowy
  - Alona Szkrum, ukraińska polityk
  - Sašo Tadič(inne języki), słoweński skoczek narciarski
- 1989:
  - Maksims Bogdanovs, łotewski żużlowiec
  - Joanna Nowakowska-Dzimińska, polska strzelczyni sportowa
  - Andrij Sahajdak, ukraiński piłkarz
- 1990:
  - Shimelis Bekele, etiopski piłkarz
  - Maricet Espinosa, kubańska judoczka (zm. 2024)
  - Tomasz Kupisz, polski piłkarz
  - Jekatierina Lubuszkina, rosyjska siatkarka
  - Óscar Molina, meksykański bokser
- 1991:
  - Ben Hardy, brytyjski aktor
  - Oktawia Nowacka, polska pięcioboistka nowoczesna
  - Davide Santon, włoski piłkarz
- 1992:
  - Isabella Holland, australijska tenisistka
  - Teemu Pulkkinen, fiński hokeista
  - Ahmad Samir asz-Szabramallisi, egipski lekkoatleta, oszczepnik
  - Marko Simonowski, macedoński piłkarz
  - Barbara Špiler, słoweńska lekkoatletka, młociarka
  - Clelia Tini, sanmaryńska pływaczka
- 1993:
  - Rebekka Haase, niemiecka lekkoatletka, sprinterka
  - Daniel Huber, austriacki skoczek narciarski
  - Yessica Oviedo, dominikańska zapaśniczka
- 1994:
  - Magdalena Dzikowicz, polska siatkarka
  - Valentina Giacinti, włoska piłkarka
  - Lucie Herbočková, czeska siatkarka
  - Natalja Małyszewa, rosyjska zapaśniczka
  - Adam Masina, włoski piłkarz pochodzenia marokańskiego
  - Nemanja Nenadić, serbski koszykarz
  - Gonzalo Melero, hiszpański piłkarz
  - Žiga Štern, słoweński siatkarz
- 1995:
  - Giorgi Aburdżania, gruziński piłkarz
  - Katarzyna Górniak, polska pływaczka
  - Antonio José, hiszpański piosenkarz
  - Aleksandra Lach, polska szachistka
  - Teemu Pulkkinen, fiński hokeista
  - Artem Radczenko, ukraiński piłkarz
  - Yang Liwei, chińska koszykarka
- 1996:
  - Klaudia Alagierska, polska siatkarka
  - Jonah Bolden, australijski koszykarz
  - Erika Furlani, włoska lekkoatletka, skoczkini wzwyż
  - Dior Hall, amerykańska lekkoatletka, płotkarka
  - Lucien Koch, szwajcarski snowboardzista
  - Dagmara Nocuń, polska piłkarka ręczna
  - Yu Xiaoyu, chińska łyżwiarka figurowa
- 1997:
  - Adam Jakubech, słowacki piłkarz
  - Fionn O’Shea, irlandzki aktor
  - Carlos Soler, hiszpański piłkarz
  - Morten Thoresen, norweski zapaśnik
- 1998:
  - Timothy Fosu-Mensah, holenderski piłkarz pochodzenia ghańskiego
  - Majjada Tarik Muhammad Murad Abbas, egipska zapaśniczka
- 1999:
  - Jakub Bednarczyk, polski piłkarz
  - Saddil Ramdani, indonezyjski piłkarz
  - Aaron Wiggins, amerykański koszykarz
  - Facundo Zabala, argentyński piłkarz
- 2000:
  - Diego Luna, wenezuelski piłkarz
  - Abraham Marcus, nigeryjski piłkarz
  - Patryk Plewka, polski piłkarz
- 2001:
  - Paul Bassène, senegalski piłkarz
  - Luiz Henrique, brazylijski piłkarz
  - Wakaba Higuchi, japońska łyżwiarka figurowa
  - Formose Mendy, senegalski piłkarz
  - Mateusz Młyński, polski piłkarz
- 2002:
  - Mercy Adekuoroye, nigeryjska zapaśniczka
  - Rylan Wiens, kanadyjski skoczek do wody
- 2003:
  - Francis Gusts, łotewski żużlowiec
  - Denis Mihai, rumuński zapaśnik
  - Elye Wahi, francuski piłkarz pochodzenia iworyjskiego
- 2004:
  - Anouk Koevermans, holenderska tenisistka
  - Adriana Vilagoš, serbska lekkoatletka, oszczepniczka
- 2005:
  - Elham Abdrlauf, norweski szachista
  - Arthur Géa, francuski tenisista
  - Lola Radivojević, serbska tenisistka
- 2006:
  - Nathalie Armbruster, niemiecka kombinatorka norweska
  - Claudio Echeverri, argentyński piłkarz

## Zmarli
- 136 – Telesfor, papież, święty (ur. ?)
- 827 – Adelhar z Korbei, opat, święty (ur. ok. 751)
- 1169 – Bertrand de Blanquefort, wielki mistrz zakonu templariuszy (ur. ?)
- 1302 – Henryk I Pielgrzym, książę Meklemburgii (ur. ok. 1230)
- 1377 – Kazimierz IV, książę słupski (ur. 1351)
- 1497 – Beatrice d’Este, księżna Mediolanu (ur. 1475)
- 1529 – Radu z Afumați, hospodar Wołoszczyzny (ur. ?)
- 1530 – Stefania Quinzani, włoska tercjarka dominikańska, stygmatyczka, błogosławiona (ur. 1457)
- 1536 – Andrzej Tęczyński, polski szlachcic, polityk (ur. ok. 1480)
- 1543 – Bonifacio Ferrero, włoski duchowny katolicki, biskup Ivrei i Vercelli, kardynał (ur. 1476)
- 1554 – Jan Manuel, książę portugalski (ur. 1537)
- 1587 – Andrzej Patrycy Nidecki, polski duchowny katolicki, filolog, sekretarz królewski, biskup wendeński (ur. 1522)
- 1620 – Jan Zygmunt Hohenzollern, elektor Brandenburgii i książę Prus (ur. 1572)
- 1642 – Diego Campanile, włoski franciszkanin reformata, Kustosz Ziemi Świętej (ur. 1574)
- 1711 – Ludwig Gebhard von Hoym, królewsko-polski i elektorsko-saski rzeczywisty tajny radca, minister saski (ur. 1631)
- 1726 – Domenico Zipoli, włoski kompozytor (ur. 1688)
- 1747 – Jean-Féry Rebel, francuski kompozytor, skrzypek, klawesynista (ur. 1666)
- 1777 – Urbano Paracciani Rutili, włoski duchowny katolicki, arcybiskup Fermo, kardynał (ur. 1715)
- 1794 – Wilhelm Repin, francuski duchowny katolicki, męczennik, błogosławiony (ur. 1709)
- 1801 – Johann Caspar Lavater, szwajcarski poeta, kaznodzieja (ur. 1741)
- 1805 – Alexander Wedderburn, brytyjski arystokrata, prawnik, polityk (ur. 1733)
- 1816 – Louis-Bernard Guyton de Morveau, francuski chemik, polityk (ur. 1737)
- 1819 – Maria Ludwika Burbon-Parmeńska, królowa Hiszpanii (ur. 1751)
- 1830 – Carel de Vos van Steenwijk, holenderski pisarz, podróżnik (ur. 1759)
- 1831 – Barthold Georg Niebuhr, duńsko-niemiecki historyk, finansista, polityk (ur. 1776)
- 1834 – Ephraim King Wilson, amerykański prawnik, polityk (ur. 1771)
- 1842 – Klemens Bąkiewicz, polski duchowny katolicki, biskup sandomierski (ur. ?)
- 1849 – Kajetan Kielisiński, polski grafik, rysownik, bibliotekarz (ur. 1808)
- 1855 – Paweł Sapieha, polski dowódca wojskowy (ur. 1781)
- 1857 – Henrietta Nassau-Weilburg, księżna Wirtembergii (ur. 1780)
- 1861 – Fryderyk Wilhelm IV Hohenzollern, król Prus (ur. 1795)
- 1863 – Franciszek Fornalski, polski żołnierz, uczestnik wojen napoleońskich (ur. 1781)
- 1865 – Gustaw Olizar, polski ziemianin, polityk, publicysta, poeta (ur. 1798)
- 1871 – Samuel Blackall, brytyjski wojskowy, polityk, administrator kolonialny pochodzenia irlandzkiego (ur. 1809)
- 1872:
  - Wilhelm Löhe, niemiecki duchowny i teolog luterański, filantrop (ur. 1808)
  - Ludolf Wienbarg, niemiecki pisarz (ur. 1802)
- 1873 – Bogusław Fryderyk Radziwiłł, polski i pruski polityk, generał (ur. 1809)
- 1875 – Zofia Kisielewowa, polska szlachcianka (ur. 1801)
- 1877:
  - Alexander Bain, szkocki mechanik, wynalazca (ur. 1811)
  - Jonathan McCully, kanadyjski polityk (ur. 1809)
- 1880 – Bronisław Zaleski, polski i białoruski działacz społeczny, pisarz, publicysta, malarz amator (ur. 1819 lub 20)
- 1886 – Georg Adolf Demmler, niemiecki architekt, polityk (ur. 1804)
- 1888 – Uno Cygnaeus, fiński pedagog, działacz oświatowy, reformator szkolnictwa, kapelan (ur. 1810)
- 1889 – Caleb Cushing, amerykański prawnik, polityk, dyplomata (ur. 1800)
- 1890 – Maria Anna Blondin, kanadyjska zakonnica, błogosławiona (ur. 1809)
- 1891:
  - Daniel Clark, amerykański polityk (ur. 1809)
  - Henryk Tomkowicz, polski ziemianin, kapitan, uczestnik powstania listopadowego (ur. 1796)
- 1892:
  - George Biddell Airy, brytyjski astronom (ur. 1801)
  - Montgomery C. Meigs, amerykański inżynier wojskowy (ur. 1816)
  - Wincenty Niewiadomski, polski literat, przyrodnik, urzędnik, szachista (ur. 1826)
- 1893 – John Obadiah Westwood, brytyjski entomolog, archeolog, wykładowca akademicki (ur. 1805)
- 1894 – Gjerasim Qiriazi, albański teolog i duchowny protestancki, tłumacz, poeta (ur. 1858)
- 1898 – Konstanty Górski, polski pułkownik w służbie rosyjskiej, pisarz wojskowy, historyk wojskowości (ur. 1826)
- 1899 – Algernon Percy, brytyjski arystokrata, polityk (ur. 1810)
- 1904:
  - Matylda Letycja Bonaparte, księżna francuska (ur. 1820|)
  - James Longstreet, amerykański generał konfederacki (ur. 1821)
- 1905:
  - Stanisław Berini, polski oficer, uczestnik powstania listopadowego (ur. 1808)
  - Felix Jenewein, czeski malarz, ilustrator (ur. 1857)
- 1912 – Stanisław Brykczyński, polski ziemianin, polityk (ur. 1841)
- 1913 – Léon Teisserenc de Bort, francuski meteorolog (ur. 1855)
- 1915:
  - Karl Goldmark, austro-węgierski kompozytor, skrzypek, pedagog (ur. 1830)
  - Isidor Rosenthal, niemiecki fizjolog (ur. 1836)
- 1917:
  - Léon Flameng, francuski kolarz szosowy i torowy (ur. 1877)
  - Edward Burnett Tylor, brytyjski archeolog, antropolog, etnolog (ur. 1832)
  - Seweryn Obst, polski malarz, ilustrator, etnograf (ur. 1847)
- 1920 – Paul Adam, francuski pisarz, dziennikarz (ur. 1862)
- 1921:
  - Dmitrij Czernow, rosyjski metaloznawca, metalurg (ur. 1839)
  - Franz von Defregger, austriacki malarz (ur. 1835)
- 1922:
  - Stanisław Gabriel Kozłowski, polski dramaturg (ur. 1860)
  - Heinrich Tiedemann, niemiecki ziemianin, polityk (ur. 1843)
- 1924:
  - Sabine Baring-Gould, brytyjski pisarz, hagiograf, antykwarysta (ur. 1834)
  - Władysław Chełchowski, polski generał brygady (ur. 1864)
  - Michał Huza, polski notariusz, polityk (ur. 1852)
  - Ignacy Kinel, polski inżynier, porucznik, uczestnik powstania styczniowego (ur. 1844)
- 1926 – Nils Gustaf Lagerheim, szwedzki botanik, mykolog, wykładowca akademicki (ur. 1860)
- 1927:
  - Aszer Ginsberg, rosyjski pisarz pochodzenia żydowskiego (ur. 1856)
  - Maria Loevy, polska pisarka, poetka, publicystka (ur. 1854)
  - Daniel (Pantelić), serbski biskup prawosławny (ur. 1865)
- 1928 – Gjergj Koleci, albański duchowny katolicki, polityk (ur. 1868)
- 1929:
  - Bruno Heckel, niemiecki zapaśnik (ur. 1887)
  - Zygmunt Szmit, polski archeolog, samorządowiec, burmistrz Drohiczyna (ur. 1895)
- 1930:
  - Therese Malten, niemiecka śpiewaczka operowa (sopran) (ur. 1855)
  - Jan Zarako-Zarakowski, polski generał dywizji (ur. 1857)
- 1931 – Helene Wachsmuth, niemiecka pisarka (ur. 1844)
- 1932:
  - Emma Löwstädt-Chadwick, szwedzka malarka (ur. 1855)
  - Paul Pau, francuski generał (ur. 1848)
- 1933 – Aleksandr Wołżyn, rosyjski polityk (ur. 1860)
- 1935 – Maurus Carnot, szwajcarski poeta, prozaik (ur. 1865)
- 1936:
  - Maks Kernbaum, polski przemysłowiec, działacz gospodarczy, społeczny i oświatowy pochodzenia żydowskiego (ur. 1857)
  - Boris Kozielski, radziecki major bezpieczeństwa państwowego (ur. 1902)
  - Francis Newdegate, brytyjski polityk, administrator kolonialny (ur. 1862)
- 1937 – Bernard Franklin, brytyjski gimnastyk (ur. 1889)
- 1938:
  - Wasyl Bobynśkyj, ukraiński poeta, dziennikarz, tłumacz (ur. 1898)
  - Mikołaj Jurystowski, polski prawnik, dyplomata (ur. 1872)
  - Franciszek Morawski, polski polityk, publicysta (ur. 1868)
- 1939:
  - Roman Dmowski, polski polityk, publicysta, prezes Komitetu Narodowego Polskiego, poseł na Sejm Ustawodawczy, minister spraw zagranicznych (ur. 1864)
  - Hermann Jacobi, niemiecki adwokat, notariusz pochodzenia żydowskiego (ur. 1860)
- 1940:
  - István Énekes, węgierski bokser (ur. 1911)
  - Albert Richter, niemiecki kolarz szosowy i torowy (ur. 1912)
  - Birger Wasenius, fiński łyżwiarz szybki (ur. 1911)
- 1941:
  - Štefan Banič, słowacki wynalazca spadochronu wojskowego (ur. 1870)
  - Josef Strzygowski, austriacki historyk sztuki pochodzenia polskiego (ur. 1862)
- 1942 – Aldo Laghi, włoski duchowny katolicki, arcybiskup, nuncjusz apostolski (ur. 1883)
- 1943 – Léon Johnson, francuski strzelec sportowy, samorządowiec, burmistrz Montesson (ur. 1876)
- 1944 – Jacques Gotko, białorusko-francuski malarz, grafik pochodzenia żydowskiego (ur. 1900)
- 1945:
  - Bertram Ramsay, brytyjski admirał (ur. 1883)
  - Georg Schünemann, niemiecki muzykolog, pedagog (ur. 1884)
- 1946 – Fabian Abrantowicz, białoruski duchowny katolicki, egzarcha apostolski Harbinu (ur. 1884)
- 1948 – Vicente Huidobro, chilijski poeta (ur. 1893)
- 1950 – Józef Jodkowski, polski archeolog, numizmatyk, konserwator zabytków (ur. 1890)
- 1951 – Roman Jakimowicz, polski archeolog, wykładowca akademicki, muzealnik (ur. 1889)
- 1952 – Jakow Suric, radziecki dyplomata pochodzenia żydowskiego (ur. 1882)
- 1953:
  - Guccio Gucci, włoski projektant mody (ur. 1881)
  - Szloma Herszenhorn, polski lekarz pochodzenia żydowskiego (ur. 1888)
  - Bolesław Kontrym, polski major piechoty, żołnierz AK, cichociemny (ur. 1898)
  - Benedykt Majkowski, polski podpułkownik piechoty (ur. 1892/93)
- 1955 – José Antonio Remón Cantera, panamski pułkownik, polityk, prezydent Panamy (ur. 1908)
- 1957 – Isaak Sztejnberg, radziecki prawnik, polityk pochodzenia żydowskiego (ur. 1888)
- 1958:
  - Wincenty Spaltenstein, polski prawnik, polityk, samorządowiec, burmistrz Królewskiej Huty i prezydent Gliwic pochodzenia niemieckiego (ur. 1888)
  - Artur Werner, polski lekarz, działacz społeczny i sportowy (ur. 1898)
- 1959 – Edwin Doraisamy, singapurski krykiecista, hokeista na trawie (ur. 1923)
- 1960:
  - Friedrich Adler, austriacki filozof, wykładowca akademicki, pisarz, polityk (ur. 1879)
  - Fausto Coppi, włoski kolarz szosowy i torowy (ur. 1919)
  - Norbert Goormaghtigh, belgijski patolog, wykładowca akademicki (ur. 1890)
  - Paul Sauvé, kanadyjski podpułkownik, prawnik, polityk, premier Quebecu (ur. 1907)
- 1961 – Ilko Łysyj, ukraiński polityk, poseł na Sejm RP (ur. 1882)
- 1962 – Faris al-Churi, syryjski prawnik, wykładowca akademicki, polityk, premier Syrii (ur. 1877)
- 1963:
  - Jack Carson, kanadyjski aktor (ur. 1910)
  - Dick Powell, amerykański aktor, piosenkarz, reżyser i producent filmowy (ur. 1904)
- 1967:
  - Józef Łabędź, polski duchowny katolicki, paulista (ur. 1924)
  - Ramón Zabalo, hiszpański piłkarz (ur. 1910)
- 1968:
  - Cuno Hoffmeister, niemiecki astronom (ur. 1892)
  - Nikolai Stepulov, estoński bokser pochodzenia rosyjskiego (ur. 1913)
- 1970 – Piotr Rytel, polski kompozytor, pedagog, publicysta (ur. 1884)
- 1971:
  - Usmar Ismail, indonezyjski reżyser, scenarzysta i producent filmowy, poeta (ur. 1921)
  - Franciszek Korga, polski żołnierz, rolnik, polityk, poseł na Sejm PRL (ur. 1896)
  - Edward Toms, brytyjski lekkoatleta, sprinter (ur. 1899)
  - Jerzy Zarzycki, polski reżyser i scenarzysta filmowy (ur. 1911)
- 1973:
  - Eleazar López Contreras, boliwijski wojskowy, polityk, prezydent Wenezueli (ur. 1883)
  - Einar Snitt, szwedzki piłkarz (ur. 1905)
- 1974:
  - Jan Papuga, polski pisarz (ur. 1915)
  - Tex Ritter, amerykański piosenkarz country, kompozytor, aktor (ur. 1905)
- 1975:
  - Robert Fein, austriacki sztangista (ur. 1907)
  - Theo Osterkamp, niemiecki pilot wojskowy i sportowy, as myśliwski (ur. 1892)
  - Henryk Piotrowski, polski jubiler, metaloplastyk, brązownik, cyzeler (ur. 1906)
- 1976:
  - Mateusz Gliński, polski kompozytor, dyrygent, publicysta (ur. 1892)
  - Lucjan Turkowski, polski etnolog, etnograf, wykładowca akademicki (ur. 1905)
- 1977 – Erroll Garner, amerykański pianista i kompozytor jazzowy (ur. 1921)
- 1978 – Boris Czernousow, radziecki polityk (ur. 1908)
- 1980:
  - Władysław Skoraczewski, polski śpiewak, dyrygent chóru (ur. 1919)
  - Cecylia Vetulani, polska historyk sztuki, konserwator zabytków (ur. 1908)
  - Jacek Zejdler, polski aktor (ur. 1955)
- 1981 – Anatolij Wieliczkowski, rosyjski poeta, prozaik, działacz emigracyjny (ur. 1901)
- 1982:
  - Alan Ball Sr.(inne języki), angielski piłkarz, trener (ur. 1924)
  - Tomás Moreno, hiszpański piłkarz (ur. 1930)
- 1983:
  - Edward Daniel Howard, amerykański duchowny katolicki, arcybiskup Portlandu (ur. 1877)
  - Franciszek Wójcicki, polski prawnik, działacz ruchu ludowego, polityk, poseł na Sejm Ustawodawczy (ur. 1900)
- 1984 – Roberto Porta, urugwajski piłkarz, trener (ur. 1913)
- 1985:
  - Flash Elorde, filipiński bokser (ur. 1935)
  - Wasilij Kriuczkow, radziecki pilot wojskowy, as myśliwski (ur. 1921)
  - Jacques de Lacretelle, francuski pisarz (ur. 1888)
  - Friedrich Prehn, niemiecki lekkoatleta, chodziarz (ur. 1901)
  - Igor Sikirycki, polski pisarz, tłumacz (ur. 1920)
- 1986:
  - John Edgar Chenoweth, amerykański polityk (ur. 1897)
  - Una Merkel, amerykańska aktorka (ur. 1903)
  - Łuka Pałamarczuk, radziecki polityk, dyplomata (ur. 1906)
- 1987:
  - Henryk Markiewicz, polski inżynier, wykładowca akademicki (ur. 1906)
  - Stanisław Sadowski, polski chirurg, polityk, poseł na Sejm PRL (ur. 1912)
- 1988:
  - Bill Crawford-Compton, nowozelandzki pilot wojskowy, as myśliwski (ur. 1915)
  - Edmund Brisco Ford, brytyjski genetyk, wykładowca akademicki (ur. 1901)
  - Manuel Octavio Gómez, kubański dziennikarz, reżyser, scenarzysta i krytyk filmowy (ur. 1934)
  - Stanisław Teisseyre, polski malarz, pedagog, polityk, poseł na Sejm PRL (ur. 1905)
- 1989:
  - Ilja Mazuruk, radziecki generał major lotnictwa, pilot polarny (ur. 1906)
  - Jan Pawlak, polski prawnik, prezes Sądu Najwyższego (ur. 1911)
- 1990:
  - Ewangelos Awerof, grecki przedsiębiorca, polityk (ur. 1910)
  - Belcampo, holenderski pisarz (ur. 1902)
  - Alan Hale Jr., amerykański aktor (ur. 1921)
- 1991 – Renato Rascel, włoski aktor, piosenkarz, autor tekstów, tancerz (ur. 1912)
- 1992:
  - Virginia Field, brytyjska aktorka (ur. 1917)
  - Ginette Leclerc(inne języki), francuska aktorka (ur. 1912)
  - Krzysztof Missona, polski dyrygent, pedagog (ur. 1923)
  - Maurice Perrin, francuski kolarz torowy i szosowy (ur. 1911)
- 1993 – Władimir Makogonow, azerski szachista, trener (ur. 1904)
- 1994:
  - Numa Andoire, francuski piłkarz, trener (ur. 1908)
  - Wiktor Aristow, rosyjski aktor, reżyser i scenarzysta filmowy (ur. 1943)
  - Vitālijs Rubenis, łotewski polityk komunistyczny (ur. 1914)
- 1995:
  - Mohammed Siad Barre, somalijski polityk, prezydent Somalii (ur. 1919)
  - Nancy Kelly, amerykańska aktorka (ur. 1921)
- 1996:
  - Hanna Adamczewska-Wejchert, polska architekt, urbanistka (ur. 1920)
  - Siegmund Lympasik, niemiecki malarz, grafik (ur. 1920)
  - Karl Rappan, austriacko-szwajcarski piłkarz, trener (ur. 1905)
  - Sergiusz Sprudin, polski operator filmowy, reżyser filmów dokumentalnych (ur. 1913)
- 1997:
  - Randy California(inne języki), amerykański gitarzysta, członek zespołu Spirit(inne języki) (ur. 1951)
  - Janina Kotarbińska, polska filozof, logik, wykładowczyni akademicka (ur. 1901)
- 1998:
  - Janusz Chmielewski, polski językoznawca, sinolog, wykładowca akademicki (ur. 1916)
  - Henryk Wittig, polski piłkarz, bramkarz (ur. 1941)
- 1999 – Rolf Liebermann, szwajcarski kompozytor (ur. 1910)
- 2000:
  - Nat Adderley, amerykański kornecista jazzowy (ur. 1931)
  - Maria de las Mercedes Burbon, infantka hiszpańska, księżniczka Obojga Sycylii, hrabina Barcelony (ur. 1910)
  - Patrick O’Brian, brytyjski pisarz, tłumacz (ur. 1914)
  - Elmo Zumwalt, amerykański admirał (ur. 1920)
- 2001:
  - Aleksander Dakowski, polski kapitan łączności (ur. 1914)
  - William P. Rogers, amerykański prawnik, polityk (ur. 1913)
- 2002 – Rui Campos, brazylijski piłkarz (ur. 1922)
- 2003:
  - Piotr Buczkowski, polski socjolog, wykładowca akademicki, polityk, poseł na Sejm RP (ur. 1950)
  - Krzysztof Ernst, polski fizyk, wykładowca akademicki (ur. 1940)
  - Leonia Janecka, polska malarka, ilustratorka pochodzenia żydowskiego (ur. 1909)
  - Teresa Świeży-Klimecka, polska malarka (ur. 1928)
- 2004 – Mihai Ivăncescu, rumuński piłkarz (ur. 1942)
- 2005:
  - Arnold Denker, amerykański szachista (ur. 1914)
  - Frank Kelly Freas, amerykański rysownik (ur. 1922)
  - Manuel Guirao, argentyński duchowny katolicki, biskup Santiago del Estero (ur. 1919)
  - Erwin Hillier(inne języki), brytyjski operator filmowy (ur. 1911)
  - Maclyn McCarty, amerykański biolog, laureat Nagrody Nobla (ur. 1911)
  - Edo Murtić, chorwacki malarz (ur. 1921)
  - C.M. Pennington-Richards(inne języki), brytyjski reżyser filmowy (ur. 1911)
  - Francis Keiichi Satō, japoński duchowny katolicki, biskup Niigaty (ur. 1928)
- 2006:
  - Klemens Mielczarek, polski aktor (ur. 1920)
  - Lidia Wysocka, polska aktorka, piosenkarka (ur. 1916)
- 2007:
  - Teddy Kollek, izraelski polityk, burmistrz Jerozolimy (ur. 1911)
  - Don Massengale(inne języki), amerykański golfista (ur. 1937)
  - Paek Nam Sun, północnokoreański polityk, dyplomata (ur. 1929)
- 2008:
  - Lee S. Dreyfus, amerykański polityk (ur. 1926)
  - Anna Kłodzińska, polska pisarka, dziennikarka (ur. 1915)
  - Nikołaj Puzanow, rosyjski biathlonista (ur. 1938)
- 2009:
  - Inger Christensen, duńska pisarka, poetka, eseistka (ur. 1935)
  - Maria de Jesus, portugalska superstulatka (ur. 1893)
  - Steven Gilborn, amerykański aktor (ur. 1936)
  - Anatolij Guriewicz, rosyjski szpieg (ur. 1913)
  - Ryūzō Hiraki, japoński piłkarz, trener i działacz piłkarski (ur. 1931)
  - Mikołaj Smoczyński, polski malarz, rysownik, performer (ur. 1955)
  - Olgierd Zienkiewicz, brytyjski inżynier, matematyk, wykładowca akademicki pochodzenia polskiego (ur. 1921)
- 2011:
  - Anne Francis, amerykańska aktorka (ur. 1930)
  - Hans Kalt, szwajcarski wioślarz (ur. 1924)
  - Cezary Kuleszyński, polski lekkoatleta, płotkarz (ur. 1937)
  - Srećko Nedeljković, serbski szachista, trener (ur. 1923)
  - Pete Postlethwaite, brytyjski aktor (ur. 1945)
  - Richard Winters, amerykański major (ur. 1918)
- 2012 – Marian Piech, polski profesor nauk rolniczych (ur. 1929)
- 2013:
  - Karel Čáslavský, czeski historyk, archiwista filmowy, reżyser (ur. 1937)
  - Lee Eilbracht, amerykański baseballista (ur. 1924)
  - Géza Koroknay, węgierski aktor (ur. 1948)
  - Ladislao Mazurkiewicz, urugwajski piłkarz, bramkarz pochodzenia polskiego (ur. 1945)
  - Paweł Paliwoda, polski dziennikarz, publicysta (ur. 1963)
  - Rudolf Szanwald, austriacki piłkarz, bramkarz (ur. 1931)
  - Teresa Torańska, polska dziennikarka, pisarka (ur. 1944)
- 2014:
  - Elizabeth Jane Howard, brytyjska pisarka (ur. 1923)
  - Franciszek Malinowski, polski dziennikarz (ur. 1931)
- 2015:
  - Abu Anas al-Libi, libijski terrorysta (ur. 1964)
  - Little Jimmy Dickens, amerykański muzyk country (ur. 1920)
  - Roger Kitter, brytyjski aktor (ur. 1949)
  - Lam Po-chuen, hongkoński aktor (ur. 1951)
  - Arthur A. Neu, amerykański polityk (ur. 1933)
  - Zbigniew Popielski, polski kompozytor (ur. 1935)
- 2016:
  - Nimr an-Nimr, syryjski duchowny szyicki, obrońca praw człowieka (ur. 1959)
  - Faris az-Zahrani, saudyjski terrorysta (ur. 1977)
  - Marcel Barbeau, kanadyjski malarz, rzeźbiarz (ur. 1925)
  - Michel Delpech, francuski piosenkarz (ur. 1946)
  - Brad Fuller, amerykański kompozytor muzyki do gier komputerowych (ur. 1953)
  - Maria Garbowska-Kierczyńska, polska aktorka (ur. 1922)
- 2017:
  - John Berger, brytyjski pisarz, malarz, krytyk sztuki (ur. 1926)
  - Albert Brewer, amerykański polityk (ur. 1928)
  - Wiktor Cariow, rosyjski piłkarz, trener (ur. 1931)
  - Richard Machowicz, amerykański żołnierz sił specjalnych Navy SEALs, publicysta, prezenter telewizyjny (ur. 1965)
  - Jean Vuarnet, francuski narciarz alpejski (ur. 1933)
- 2018:
  - Małgorzata Bocheńska, polska dziennikarka, animatorka kultury, publicystka (ur. 1949)
  - Marian Donat, polski judoka (ur. 1960)
  - Ferdinando Imposimato, włoski prawnik, sędzia śledczy, polityk (ur. 1936)
  - Jerzy Kubaszewski, polski dziennikarz (ur. 1951)
  - Thomas Monson, amerykański duchowny, prezydent Kościoła Jezusa Chrystusa Świętych w Dniach Ostatnich (ur. 1927)
  - Tomasz Sarnecki, polski grafik (ur. 1966)
- 2019:
  - Paulien van Deutekom, holenderska łyżwiarka szybka (ur. 1981)
  - Bob Einstein, amerykański aktor, komik (ur. 1942)
  - Dominic Filiou, kanadyjski karateka, strongman (ur. 1977)
  - Salvador Martínez Pérez, meksykański duchowny katolicki, biskup Huejutla (ur. 1933)
  - Jerzy Turonek, polski historyk (ur. 1929)
- 2020:
  - Mirosław Gliński, polski historyk, muzealnik (ur. 1941)
  - Bogusław Polch, polski rysownik, autor komiksów (ur. 1941)
- 2021:
  - Cléber Eduardo Arado, brazylijski piłkarz (ur. 1972)
  - Marco Formentini, włoski prawnik, samorządowiec, polityk, burmistrz Mediolanu, eurodeputowany (ur. 1930)
  - Modibo Keïta, malijski polityk, minister spraw zagranicznych, premier Mali (ur. 1942)
  - Neelamperoor Madhusoodanan Nair, indyjski pisarz, poeta (ur. 1936)
  - Brian Urquhart, brytyjski major, dyplomata, pisarz, publicysta (ur. 1919)
  - Paul Westphal, amerykański koszykarz (ur. 1950)
- 2022:
  - Jean-Guy Couture, kanadyjski duchowny katolicki, biskup Chicoutimi (ur. 1929)
  - Eric Walter Elst, belgijski astronom (ur. 1936)
  - Jens Jørgen Hansen, duński piłkarz, trener (ur. 1939)
  - Jarmo Jääskeläinen, fiński dziennikarz, reżyser i producent filmów dokumentalnych (ur. 1937)
  - Mirosław Kowalski, polski dziennikarz, wydawca (ur. 1954)
  - Richard Leakey, kenijski przyrodnik, paleoantropolog (ur. 1944)
  - Danuta Muszyńska-Zamorska, polska malarka, witrażystka, gobeliniarka (ur. 1931)
- 2023:
  - Ken Block, amerykański kierowca rajdowy i rallycrossowy (ur. 1967)
  - Wiktor Fajnberg, rosyjski językoznawca, lingwista, dysydent (ur. 1931)
  - Suzy McKee Charnas, amerykańska pisarka (ur. 1939)
  - Dumitru Radu Popescu, rumuński prozaik, dramaturg, poeta, polityk (ur. 1935)
  - Jan Rowiński, polski sinolog, dyplomata, badacz stosunków międzynarodowych (ur. 1936)
- 2024:
  - Dariusz Brodka, polski historyk, filolog klasyczny, bizantynolog (ur. 1969)
  - Ángel Castellanos, hiszpański piłkarz (ur. 1952)
  - Alberto Festa, portugalski piłkarz (ur. 1939)
  - Osvaldo Lara, kubański lekkoatleta, sprinter (ur. 1955)
  - Brian Lumley, brytyjski pisarz (ur. 1937)
  - Ronald Lunas, filipiński duchowny katolicki, biskup Pagadian (ur. 1966)
  - Daniel Revenu, francuski florecista (ur. 1942)
  - Cwi Zamir, izraelski generał, funkcjonariusz służb specjalnych, dyrektor Mosadu (ur. 1925)
- 2025:
  - Francesc Antich, hiszpański prawnik, samorządowiec, polityk, prezydent Balearów (ur. 1958)
  - Ágnes Keleti, węgierska gimnastyczka sportowa (ur. 1921)
  - Karol Krasnodębski, polski inżynier, działacz opozycji antykomunistycznej, więzień polityczny, polityk, poseł na Sejm PRL (ur. 1929)
  - Werner Leimgruber, szwajcarski piłkarz (ur. 1934)
  - Ralph Mann, amerykański biochemik, lekkoatleta, płotkarz (ur. 1949)
  - Cristóbal Ortega, meksykański piłkarz (ur. 1956)
  - Stefan Pruszyński, polski specjalista ochrony roślin, profesor nauk rolniczych (ur. 1940)
  - John Wijngaards, holenderski zakonnik, misjonarz i teolog katolicki, działacz na rzecz kapłaństwa kobiet (ur. 1935)
  - Ján Zachara, słowacki bokser (ur. 1928)